# Triciclo Bonet

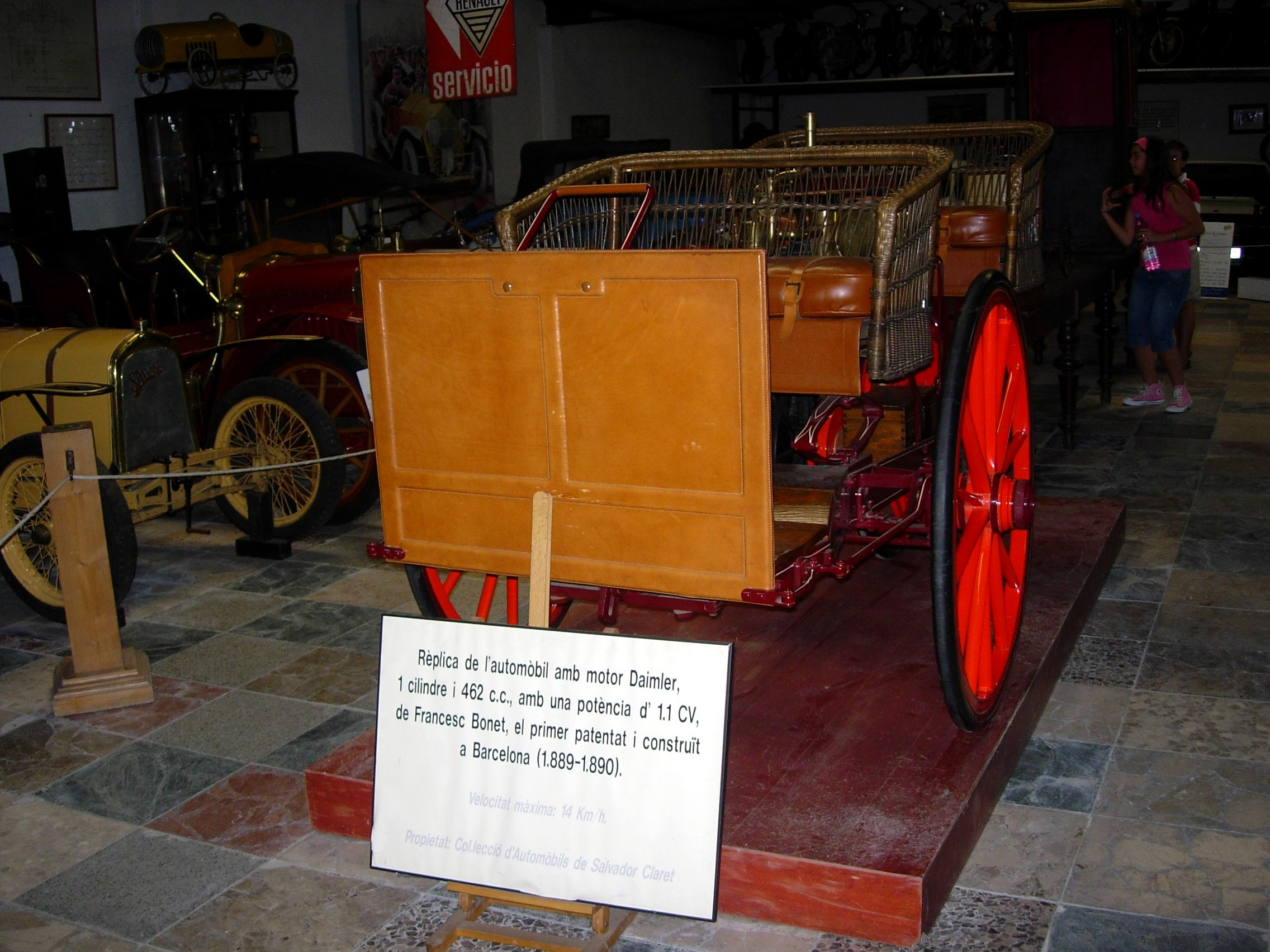
Una reproducción del Bonet, conservada en la Colección de Automóviles Salvador Claret.

El triciclo Bonet, también conocido simplemente como Bonet, fue el primer vehículo propulsado por motor de combustión interna fabricado en la península ibérica y uno de los primeros de Europa. Obra de Francesc Bonet Dalmau, ingeniero catalán nacido en Valls (Tarragona), el invento fue patentado en Barcelona el 12 de diciembre de 1889 y hay constancia de la fabricación de un solo ejemplar, construido por Bonet para su uso particular.
A pesar de que la intención inicial de su creador era construir un vehículo de cuatro ruedas, y así consta en los planos originales, finalmente tuvo que conformarse con un triciclo a causa de los problemas técnicos que fueron surgiendo durante la construcción de su invento. Aun así, el Bonet ha pasado a la historia como el primer automóvil de la península.
Pueden verse reproducciones del triciclo Bonet en la Colección de Automóviles Salvador Claret de Sils y en el Museo de la Automoción de Salamanca.

## Historia

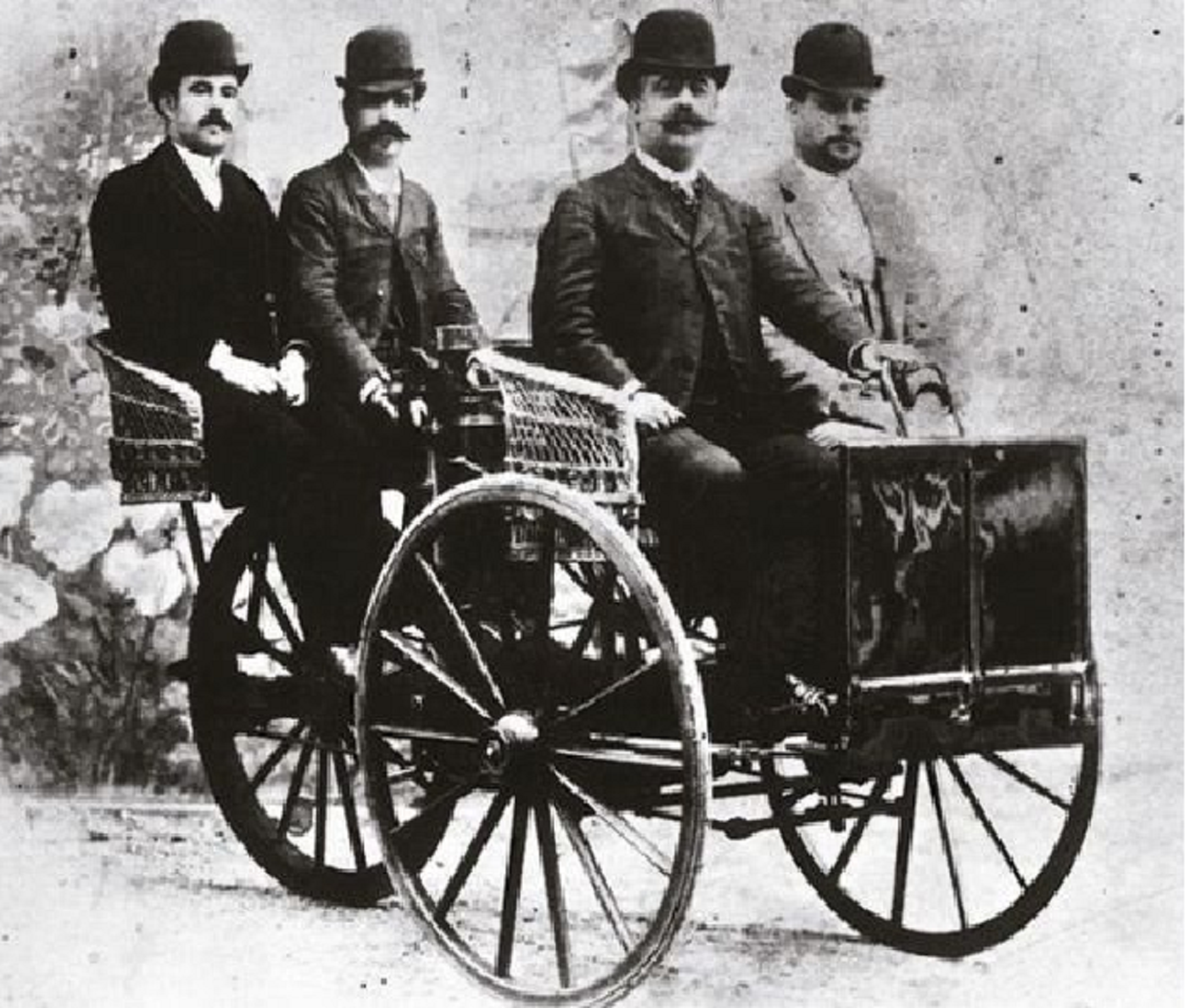
Francesc Bonet fotografiado con su triciclo y unos acompañantes, hacia 1890.

En 1889, Francesc Bonet visitó la Exposición Universal de París y se llevó a Barcelona —donde residía y regentaba una fábrica textil— un motor Daimler Panhard & Levassor de 2´5 HP (quedó hasta la factura, fechada a 28 de octubre de 1889). Más adelante, compró dos motores más: un monocilíndrico (se cree que fue este el que montó en su triciclo) y un bicilíndrico, los dos igualmente de 2 HP de potencia. El 12 de diciembre, solicitó en Barcelona la patente de aquello que él consideraba «un coche de cuatro ruedas».
Francesc Bonet construyó su triciclo en la fábrica de géneros de punto que regentaba. Una vez construido, hacia el verano de 1890, empezó a circular por el Paseo de Gracia, a menudo acompañado de Bartomeu Huguet —padre de la soprano Josefina Huguet, a quien Bonet le había dado formación musical—, del empresario Manuel Bertrand i Salsas y del mecánico que mantenía el artefacto. Hay constancia de que su velocidad era equiparable al paso de una persona sobre terreno plano, pero el triciclo era casi incapaz de superar pendientes ligeras —por ejemplo la que hay entre la Gran Vía y la calle del Consejo de Ciento—, subiendo por el Paseo de Gracia. Para subir pendientes, hacía falta que los pasajeros se bajasen del triciclo y empujasen mientras Bonet aceleraba.
En aquella época, el espectáculo que ofrecía el hecho de ver circular un coche «propulsado por sí mismo» hacía que mucha gente se reuniese en la calle para verlo pasar. Muchos barceloneses denominaban a Bonet con admiración «El hombre del coche sin caballos».
Después del invento de Bonet, no hubo ninguna otra noticia de vehículos de motor en España hasta la aparición de los La Cuadra y de dos vehículos movidos por caldera de vapor —estos últimos patentados por Eugeni Bresson en Barcelona en el año 1900—.

## Características técnicas
El triciclo Bonet constaba de un chasis formado por dos largueros irregulares y simétricos. Un conjunto de barras paralelas y bielas desplazaba la fuerza motriz a la rueda trasera. La suspensión se basaba en ocho ballestas semielípticas colocadas en cuatro grupos de dos.
Hay que mencionar entre las modificaciones introducidas para la realización práctica de su obra el hecho de que las cuatro ruedas de los planos originales se transformaron en solo tres, que eran de carro y estaban recubiertas de goma, por ciertos problemas con la dirección y el diferencial. Se ha dicho que fue justamente el desconocimiento de este dispositivo por parte de Bonet la principal causa del paso de las cuatro ruedas previstas a las tres finales.
El impulso del motor se trasladaba a la rueda motriz trasera por medio de una correa y una polea de 8 pulgadas, con tensado en marcha por medio del desplazamiento del eje posterior gracias al accionamiento del pedal, situado justo delante del conductor.

## Prestaciones
El triciclo Bonet era capaz de alcanzar una velocidad máxima de 12 km/h.